# Spilosoma kiangsui
Spilosoma kiangsui är en fjärilsart som beskrevs av Daniel 1943. Spilosoma kiangsui ingår i släktet Spilosoma och familjen björnspinnare. Inga underarter finns listade i Catalogue of Life.